# Hrabstwo Simcoe
Hrabstwo Simcoe (ang. Simcoe County) – jednostka administracyjna kanadyjskiej prowincji Ontario leżąca na południu prowincji. Obejmuje tereny położone u południowego krańca wielkiej zatoki Georgian.
Hrabstwo ma 422 204 mieszkańców. Język angielski jest językiem ojczystym dla 87,9%, francuski dla 2,6% mieszkańców (2006).
W skład hrabstwa wchodzą:
- kanton Adjala-Tosorontio
- kanton Barrie
- miasto (town) Bradford West Gwillimbury
- kanton Clearview
- miasto (town) Collingwood
- kanton Essa
- miasto (town) Innisfil
- miasto (town) Midland
- miasto (town) New Tecumseth
- kanton Orillia
- kanton Oro-Medonte
- miasto (town) Penetanguishene
- kanton Ramara
- kanton Severn
- kanton Springwater
- kanton Tay
- kanton Tiny
- miasto (town) Wasaga Beach